# الجماهير (صحيفة مصرية)
صحيفة الجماهير كانت صحيفة أسبوعية تصدر باللغة العربية والجهاز الرسمي للحركة الديمقراطية للتحرر الوطني (حدتو) وهو منظمة شيوعية ظهرت في مصر بين عامي 1947 و1955.
تأسست صحيفة الجماهير في عام 1947م باعتبارها الصحيفة الرسمية للحزب. كانت المنظمة تصدر صحيفة أسبوعية قانونية كان توزيعها منتظمًا يتراوح بين 7 و8 آلاف نسخة، لكن التوزيع كان يصل أحيانًا إلى ذروته إلى حوالي 15 ألف نسخة. لقد لعبت الجماهير دورًا هامًا في نمو للحركة الديمقراطية للتحرر الوطني. وُزعت نسخ مجانية من الصحيفة على العمال في المصانع، وأصبحت الصحيفة نقطة تجمع مهمة لنشر تأثير الحركة بين العمال الصناعيين. تمتعت الصحيفة بمستوى صحفي مرتفع نسبيًا، مع مقالات تصويرية وتغطية صناعية.
دعمت الحركة الديمقراطية للتحرر الوطني الثورة المصرية والانقلاب العسكري عام 1952، وكانت الفصيل الشيوعي الوحيد الذي فعل ذلك. وكان العديد من الشخصيات البارزة في مجلس قيادة الثورة والضباط الأحرار على صلة بحركة الديمقراطية للتحرر الوطني.
وأطلقت مجموعات شيوعية أخرى انتقادات شديدة للحكومة في أعقاب القمع العنيف للإضراب في كفر الدوار وإعدام اثنين من العمال المتهمين بقيادة الإضراب. بعد إعدام الزعيمين العماليين، قامت منظمة حدتو والنقابيون غير الشيوعيين بالتحريض في الأحياء العمالية في الإسكندرية وكفر الدوار (في سيارات، وبمكبرات صوت، مستعارة من الجيش) مطالبين العمال بالهدوء. لقد أدى الدعم الذي تلقته الحكومة بعد حملة القمع في كفر الدوار إلى تقويض نفوذ حزب حدتو في الحركة العمالية، وخلق انقسامات داخلية بين الحزب وكوادره النقابية.
في كانون الثاني 1953 أغلقت الحكومة المطبعة القانونية لصحيفة حدتو وعُلِّق صدور صحيفة الجماهير. ثم في شباط 1955 اندمجت منظمة حدتو مع ستة فصائل أخرى لتشكيل الحزب الشيوعي المصري الموحد.

## طالع أيضًا
- قائمة الصحف في مصر [الإنجليزية]